# Michael O'Keefe
Michael O'Keefe (Mount Vernon, 24 aprile 1955) è un attore statunitense.
Si è sposato due volte: prima dal 1991 al 1999 con la cantante Bonnie Raitt, e dal 2011 è sposato con l'attrice Emily Donahoe. Nel 2004 ha recitato a Broadway nella commedia Reckless nel ruolo di Lloyd, interpretato da Scott Glenn nell'omonimo film del 1995.

## Filmografia

### Cinema
- Salvate il Gray Lady (Gray Lady Down), regia di David Greene (1978)
- Il grande Santini (The Great Santini), regia di Lewis John Carlino (1979)
- Palla da golf (Caddyshack), regia di Harold Ramis (1980)
- Punto debole (Split Image), regia di Ted Kotcheff (1982)
- Savage Islands, regia di Ferdinand Fairfax (1983)
- Il treno più pazzo del mondo (Finders Keepers), regia di Richard Lester (1984)
- La moglie del campione (The Slugger's Wife), regia di Hal Ashby (1985)
- The Whoopee Boys - giuggioloni e porcelloni (The Whoopee Boys), regia di John Byrum (1986)
- Ironweed, regia di Héctor Babenco (1987)
- Paura (Fear), regia di Rockne S. O'Bannon (1990)
- Voglia di vendetta (Out of the Rain), regia di Gary Winick (1991)
- Tre desideri (Three Wishes), regia di Martha Coolidge (1995)
- L'agguato - Ghosts from the Past (Ghosts of Mississippi), regia di Rob Reiner (1996)
- La promessa (The Pledge), regia di Sean Penn (2001)
- Prigione di vetro (The Glass House), regia di Daniel Sackheim (2001)
- Prancer - Una renna per amico (Prancer Returns), regia di Joshua Butler (2001)
- Hot Chick - Una bionda esplosiva (The Hot Chick), regia di Tom Brady (2002)
- An American Crime, regia di Tommy O'Haver (2007)
- Michael Clayton, regia di Tony Gilroy (2007)
- Frozen River - Fiume di ghiaccio (Frozen River), regia di Courtney Hunt (2008)
- Keith, regia di Todd Kessler (2008)
- Chasing 3000, regia di Gregory J. Lanesey (2008)
- Il diritto di uccidere (Eye in the Sky), regia di Gavin Hood (2015)
- L'apparenza delle cose (Things Heard & Seen), regia di Shari Springer Berman e Robert Pulcini (2021)
- One True Loves, regia di Andy Fickman (2023)

### Televisione
- M*A*S*H – serie TV, episodi 3x13-6x04 (1974-1977)
- Phyllis – serie TV, episodio 1x09 (1975)
- Sulle strade della California (Police Story) – serie TV, episodio 3x08 (1975)
- Poliziotto di quartiere (The Blue Knight) – serie TV, episodio 1x02 (1975)
- Una famiglia americana (The Waltons) – serie TV, episodi 4x08-5x16 (1975-1977)
- Alfred Hitchcock presenta (Alfred Hitchcock Presents) – serie TV, episodio 1x05 (1985)
- I viaggiatori delle tenebre (The Hitchhiker) – serie TV, episodio 3x05 (1985)
- Emergenza nucleare (Disaster at Silo 7) – film TV (1988)
- Vite dannate (Too Young to Die?) – film TV (1990)
- Pappa e ciccia (Roseanne) – serie TV, 35 episodi (1993-1995)
- Corsa per l'inferno (Incident at Deception Ridge) – film TV (1994)
- Oltre i limiti (The Outer Limits) – serie TV, episodio 2x06 (1996)
- La pazza vita della signora Hunter (Life's Work) – serie TV, 18 episodi (1996-1997)
- Law & Order - I due volti della giustizia (Law & Order) – serie TV, episodio 11x21 (2001)
- Law & Order: Criminal Intent – serie TV, episodi 1x04-7x02 (2001-2007)
- West Wing - Tutti gli uomini del Presidente (The West Wing) – serie TV, episodio 3x05 (2001)
- Law & Order - Unità vittime speciali (Law & Order: Special Victims Unit) – serie TV, episodi 3x14-6x05-17x17-17x18 (2002-2016)
- CSI: Scena del crimine (CSI: Crime Scene Investigation) – serie TV, episodio 3x12 (2003)
- Www.facili_prede (Defending Our Kids: The Julie Posey Story) – film TV (2003)
- Night Stalker – serie TV, episodio 1x04 (2005)
- Dr. House - Medical Division (House, M.D.) – serie TV, episodio 2x10 (2006)
- The Closer – serie TV, episodio 2x13 (2006)
- Vanished – serie TV, episodi 1x06-1x07-1x13 (2006)
- State of Mind – serie TV, episodio 1x01 (2007)
- Saving Grace – serie TV, episodio 1x03 (2007)
- Criminal Minds – serie TV, episodio 3x03 (2007)
- Numb3rs – serie TV, episodio 4x16 (2008)
- Eleventh Hour – serie TV, episodio 1x01 (2008)
- Brothers & Sisters - Segreti di famiglia (Brothers & Sisters) – serie TV, episodi 2x16-3x05-4x07 (2008-2009)
- Ghost Whisperer - Presenze (Ghost Whisperer) – serie TV, episodi 4x17-4x18 (2009)
- Leverage - Consulenze illegali (Leverage) – serie TV, episodio 3x05 (2010)
- Outlaw – serie TV, episodio 1x06 (2010)
- Too Big to Fail - Il crollo dei giganti (Too Big to Fail) – film TV (2011)
- Burn Notice - Duro a morire (Burn Notice) – serie TV, episodio 5x03 (2011)
- Ricomincio... dai miei (How to Live with Your Parents (For the Rest of Your Life)) – serie TV, episodio 1x13 (2013)
- King & Maxwell – serie TV, 10 episodi (2013)
- Royal Pains – serie TV, episodio 6x06 (2014)
- Homeland - Caccia alla spia (Homeland) – serie TV, 8 episodi (2014)
- Sleepy Hollow – serie TV, episodi 3x07-3x12-3x18 (2015-2016)
- Masters of Sex – serie TV, 6 episodi (2015-2016)
- Elementary – serie TV, episodio 4x08 (2016)
- Blue Bloods – serie TV, episodio 6x13 (2016)
- Falling Water – serie TV, episodio 1x01 (2016)
- The Blacklist – serie TV, episodio 4x09 (2017)
- Sneaky Pete – serie TV, 8 episodi (2017)
- MacGyver – serie TV, episodio 2x04 (2017)
- City on a Hill – serie TV, 6 episodi (2019-2021)
- Winning Time - L'ascesa della dinastia dei Lakers (Winning Time: The Rise of the Lakers Dynasty) – serie TV, episodio 1x01 (2022)

## Doppiatori italiani
Nelle versioni in italiano delle opere in cui ha recitato, Michael O'Keefe è stato doppiato da:
- Antonio Sanna in Prigione di vetro, Michael Clayton, Burn Notice - Duro a morire, Winning Time: The Rise of the Lakers Dynasty
- Saverio Moriones in Dr. House - Medical Division, Numb3rs
- Luca Biagini in Elementary, Blue Bloods
- Maurizio Fiorentini in Homeland, Billions
- Giorgio Borghetti in Palla da golf
- Davide Marzi in Pappa e ciccia
- Luciano Roffi in Ironweed
- Massimo Lodolo in Law & Order - I due volti della giustizia
- Donato Sbodio in Law & Order: Criminal Intent (ep. 1x04)
- Oliviero Corbetta in Law & Order: Criminal Intent (ep. 7x02)
- Massimo Corvo in Law & Order - Unità vittime speciali (ep. 3x14)
- Mino Caprio in Law & Order - Unità vittime speciali (ep. 17x17-17x18)
- Andrea Ward in Hot Chick - Una bionda esplosiva
- Paolo Marchese in The Closer
- Massimo Rossi in Criminal Minds
- Ugo Maria Morosi ne Il diritto di uccidere
- Sergio Di Stefano in Ghost Whisperer - Presenze
- Francesco Sechi in Sneaky Pete
- Pierluigi Astore in Instant Family
- Gerolamo Alchieri in City on a Hill

## Premi
- Nel 1981 ha avuto una nomination per un Oscar per l'interpretazione in Il grande Santini
- Nel 1981 ha avuto una nomination per un Golden Globe per l'interpretazione in Il grande Santini
- Nel 1987 ha avuto una nomination per un CableACE Awards per l'interpretazione in I viaggiatori delle tenebre